# Jerzy Materna
Jerzy Marian Materna (Zielona Góra; 25 de Março de 1956) é um político da Polónia. Ele foi eleito para a Sejm em 25 de Setembro de 2005 com 5371 votos em 8 no distrito de Zielona Góra, candidato pelas listas do partido Prawo i Sprawiedliwość.